# Рыжов, Александр Николаевич
Александр Николаевич Рыжов (8 апреля 1924 — 20 ноября 1986) — бригадир слесарей-сборщиков завода «Пензхиммаш» Пензенского совнархоза, Герой Социалистического Труда (1961).

## Биография
Родился 8 апреля 1924 года в селе Тепловка, ныне Лунинского района Пензенской области в русской семье рабочего. Окончил семь классов школы в 1939 году и поступил работать в Нижне-Амурское речное пароходство. Работал рулевым парохода «Беляков». Начало Великой Отечественной войны застало его на рабочем месте. 
В сентябре 1942 года призван в ряды Красной армии. Служил в Военно-морском флоте. Участник Великой Отечественной войны. В 1945 году служил на катере «Большой охотник 238» рулевым 2-го класса на Северном флоте. Был представлен к награде медалью Нахимова.
Возвратившись со службы в 1950 году устроился работать слесарем-сборщиком на Пензенском заводе электронно-вычислительных машин. С апреля 1953 года — бригадир слесарей-сборщиков на «Пензхиммаш».  
Показывал себя высоким профессионалом своего дела. Ударник коммунистического труда. С 1960 года — член КПСС. 
Указом Президиума Верховного Совета СССР от 17 июня 1961 года (совершенно секретно) за выдающиеся заслуги в создании образцов ракетной техники и обеспечении полёта человека в космос Александру Николаевичу Рыжову присвоено звание Героя Социалистического Труда с вручением ордена Ленина и золотой медали «Серп и Молот».
В 1968 году завершил обучение в Кузнецком промышленно-экономическом техникуме. В последние трудовые годы работал начальником учебного пункта, занимался подготовкой молодых специалистов.
Был делегатом XXII съезда КПСС. Неоднократно избирался депутатом Пензенского областного и городского Совета депутатов. Был членом Пензенского городского комитета КПСС. 
Проживал в Пензе. Умер 20 ноября 1986 года.

## Награды
За трудовые успехи удостоен:
- золотая звезда «Серп и Молот» (17.06.1961)
- орден Ленина (17.06.1961)
- Орден Отечественной войны II степени (11.03.1985)
- Медаль Нахимова (01.05.1945)
- Медаль «За трудовую доблесть» (21.12.1957)
- другие медали.
- Отличник социалистического соревнования РСФСР (1959)